# Carla Souza Lima
Carla Souza Lima (Salvador, 6 de novembro de 1959 - Rio de Janeiro, 30 de setembro de 2010) foi uma modelo brasileira.
Ficou conhecida como uma das mais bem sucedidas modelos brasileiras com carreira no exterior nos anos 1980 e 1990. Trabalhou para Pierre Cardin, Giorgio Armani, Valentino Garavani, Hubert de Givenchy, Nina Ricci, entre outros. Foi também capa de várias revistas de moda, inclusive a conhecida Vogue.
Encerrada a carreira de modelo, fundou a "Oficina da Moda", uma escola para manequins nos anos 1990, em conjunto com as modelos Silvia Pfeifer e Marcella Polo.
Em 1996, casada com o empresário Leonardo Porto Gadelha, viajaram o mundo inteiro, acompanhando o tenista brasileiro Gustavo Kuerten, tricampeão de Roland Garros (1997, 2000, 2001) e passando várias temporadas na sua ilha preferida, Capri, onde foi eternizada com o nome de "Principessa di Capri".
No final dos anos 1990 e meio dos anos 2000, trabalhou na TV brasileira, apresentando o Jornal da Manchete, e depois participou de novelas na TV Globo, com destaque para "Mulheres Apaixonadas" de autoria do Manoel Carlos.
Também dedicou-se a pintura de garrafas de vidro, chegando a realizar uma exposição no Rio de Janeiro em abril de 2010.
Morreu em 3 de setembro de 2010. Em sua homenagem, o seu marido escreveu o livro "Carla, Principessa di Capri" lançado em 2011 com edições em português, italiano e inglês.

## Filmografia

### Televisão
| Ano  | Título               | Papel   | Notas                                |
| ---- | -------------------- | ------- | ------------------------------------ |
| 2003 | Mulheres Apaixonadas | Carlota | Produtora de moda que lança Expedito |